# The Legend of Zelda: Skyward Sword
The Legend of Zelda: Skyward Sword (ゼルダの伝説 スカイウォードソード, Zelda no Densetsu: Sukaiwōdo Sōdo) és un videojoc d'acció i aventura per a la consola Wii i la setzena entrega de la saga The Legend of Zelda. Desenvolupat per Nintendo Entertainment Analysis and Development amb l'ajuda de Nintendo SPD i Monolith Soft, es va llançar a totes les regions el novembre de 2011. El joc utilitza el perifèric Wii MotionPlus per les lluites d'espases, amb un sistema d'apuntar del Wii Remote revisat utilitzat per focalitzar. Es va fer un paquet d'edició limitada que incloïa un Wii Remote Plus coincidint amb el llançament del joc, i tant el paquet com el joc estàndard incloïen un CD amb les cançons de la música icònica de la franquícia en celebració del 25è aniversari.
En la cronologia del joc és el que primer ocorre en la saga Zelda, precedint The Legend of Zelda: Ocarina of Time. Skyward Sword segueix l'encarnació del protagonista de la sèrie Link, qui va créixer en una societat sobre dels núvols coneguda com a Skyloft. Després que la seva millor amiga, Zelda, sigui tirada a la terra per sota els núvols per forces dimonials, Link fa tot el que pot per salvar-la, viatjant entre Skyloft i la terra per sota dels núvols mentre lluita les forces obscures de l'autoproclamat "Senyor dels Dimonis", Ghirahim.
És un joc clau per explicar la cronologia de la saga, en ell s'explica l'origen de la Master Sword, així com que la princessa Zelda és la reencarnació mortal de la deessa Hylia.
Des del seu llançament, el joc ha rebut molt bones crítiques, rebent resultats perfectes en més de 30 publicacions, incloent IGN, Wired, Edge, Famitsu, Eurogamer, Metro GameCentral i Game Informer. Molts d'aquests elogis anaven dirigits a les lluites d'espasa intuïtives del joc basades en gestos i els canvis que va portar a la franquícia Zelda. El joc fou també un èxit comercial major, havent venut més de 3,42 milions d'unitats arreu del món des del desembre de 2011, un mes després del seu llançament inicial.
El 16 de juliol de 2021, va ser publicada una remasterització en alta definició per a Nintendo Switch anomenada The Legend of Zelda: Skyward Sword HD, desenvolupada per Tantalus Media.